# Ludwig Dreyfus
Artur Ludwig Dreyfus, född 22 oktober 1885, in King William's Town, Godahoppsudden, död 4 februari 1967 i Västerås, var en tysk ingenjör och Dr.-Ing. inom elektroteknik som till stor del var verksam i Sverige, där han arbetade vid ASEA.

## Akademiledamotskap och priser
Dreyfus tilldelades 1928 Kungliga Ingenjörsvetenskapsakademiens guldmedalj med motiveringen "för hans insatser på elektromaskinområdet, särskilt genomslagets natur hos fasta installationsmaterial, kommuteringsteorin för elektriska maskiner och tillsatsförluster vid asynkrona motorer". 1934 tilldelades han Cedergrenska guldmedaljen för framstående författarskap inom det elektrotekniska området.
Dreyfus invaldes 1939 som utländsk ledamot av Kungliga Ingenjörsvetenskapsakademien och blev 1942 utländsk ledamot nummer 804 av Kungliga Vetenskapsakademien där han 1955 överflyttades till de svenska ledamöterna, med nummer 988. 1949 promoverades han till hedersdoktor vid Kungliga Tekniska högskolan.